# ARTグランプリ

ARTグランプリ（ART Grand Prix）は、フランス国籍のレーシングチーム。現在は主にFIA フォーミュラ2選手権に参戦中。

## 概要

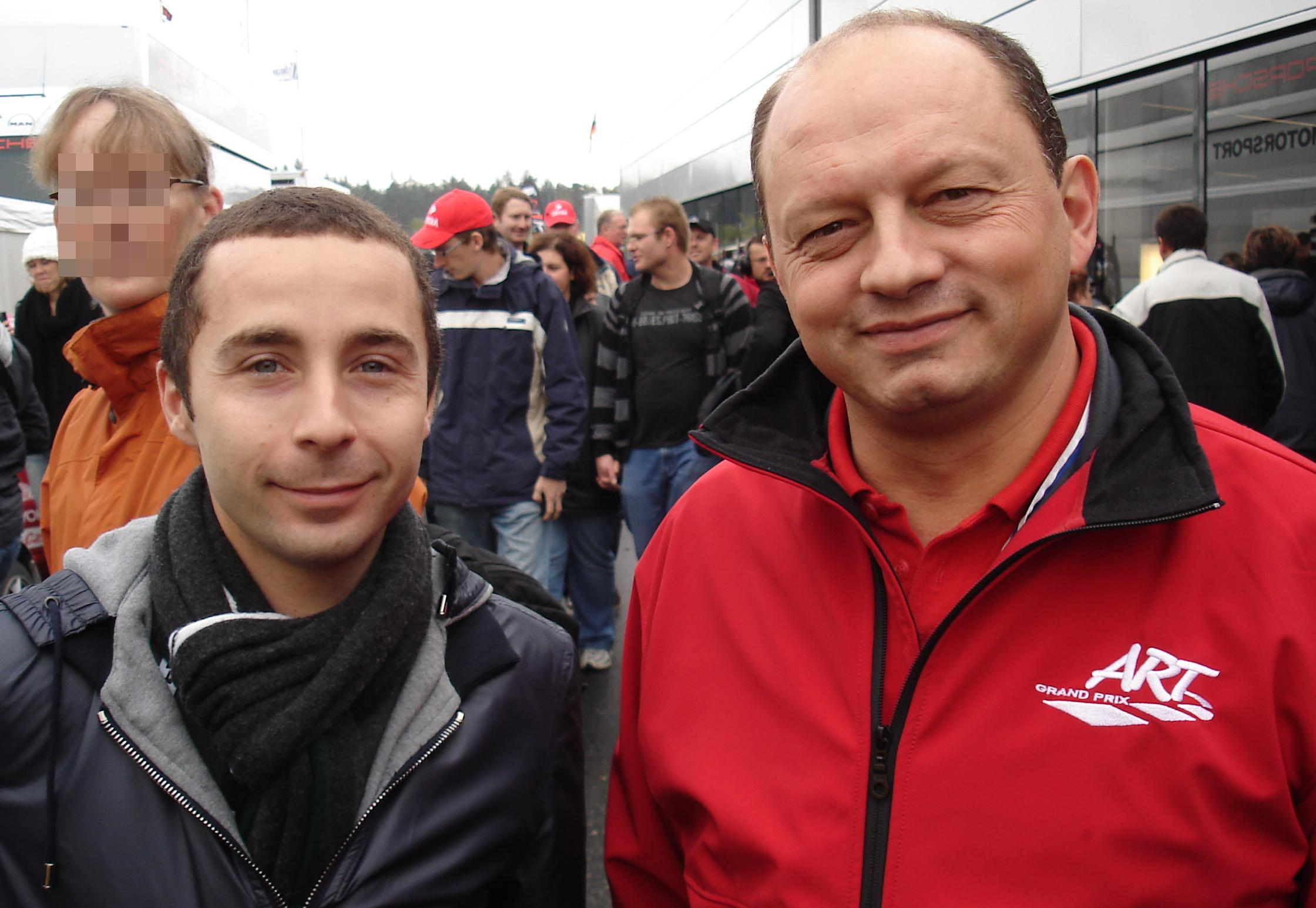
共同オーナーのトッド（左）とバスール（右）

1996年にフレデリック・バスールがASM F3を設立し、翌1997年よりフランスF3に参戦を開始。当時はティアゴ・モンテイロやオリヴィエ・プラらを擁し、同シリーズの有力チームの1つであった。2003年にフランスF3がユーロF3へと衣替えして以降も、ジェイミー・グリーン（2004年）、ルイス・ハミルトン（2005年）、ポール・ディ・レスタ（2006年）、ロマン・グロージャン（2007年）、ニコ・ヒュルケンベルグ（2008年）、ジュール・ビアンキ（2009年）が同シリーズのチャンピオンを獲得した。
2004年、フェリペ・マッサらのマネージメントを担当するニコラス・トッド (現FIA会長であるジャン・トッドの息子) が共同経営者となり、ARTグランプリを設立。GP2メインシリーズには2005年のカテゴリ発足当初から参戦。同年にニコ・ロズベルグ、2006年にルイス・ハミルトン、2009年にニコ・ヒュルケンベルグがドライバーズチャンピオンを獲得した。なお、この3年はいずれもチームタイトルとのダブルタイトルを獲得している。
日本との関わりも少なくなく、2006年・2007年には小林可夢偉が同チームからユーロF3に参戦しているほか、山本左近も2008年のシーズン途中に同チームに加入してGP2に参戦していた。
ユーロF3での活動は2010年を最後に終了し、その後はGP2（2017年からFIA フォーミュラ2選手権）、GP3、フォーミュラ・ルノー2.0（ジュニアチーム）などで活動している。スポーツカーメーカーのロータスと提携し、2011年はロータス・ART、2012年はロータスGPの名で参戦した。

## 在籍経験のあるドライバー
ASMチーム（F3）在籍者を含む。
- バルテリ・ボッタス
- ジュール・ビアンキ
- セバスチャン・ブエミ
- ルーカス・ディ・グラッシ
- ポール・ディ・レスタ
- ロマン・グロージャン
- 山本左近
- エステバン・グティエレス
- ルイス・ハミルトン
- ニコ・ヒュルケンベルグ
- 小林可夢偉
- ティアゴ・モンテイロ
- ニコ・ロズベルグ
- エイドリアン・スーティル
- ギド・ヴァン・デル・ガルデ
- セバスチャン・ベッテル
- 伊沢拓也
- 松下信治
- 福住仁嶺
- カラム・アイロット
- アントワーヌ・ユベール
- ニキータ・マゼピン
- ニック・デ・フリース
- フレデリック・ヴェスティ
- ファン・マヌエル・コレア
- 宮田莉朋

## F1へのエントリー
2010年に参戦できなかったUS F1 Teamの参戦枠獲得を目指し、2011年のF1へのエントリーを申請したことが、同年5月13日に明らかになった。しかし、経済的な理由から7月8日にエントリーを取り消した。